# Amaryllis
För andra betydelser, se Amaryllis (olika betydelser).
Amaryllis (Hippeastrum × hortorum) är hybrider i familjen amaryllisväxter. Hybriderna är mycket komplexa och många sydamerikanska arter ingår. Förädlare har tagit fram otaliga namnsorter genom tiderna och nya presenteras årligen.

## Beskrivning
Amaryllis är perenna örter med lök. Mycket varierande men vanligen med gröna, bandlika blad som blir 40–50 centimeter långa. Blomstängeln blir 45–50 centimeter lång, ihålig, med två till sju stora, liljeformade blommor. Ståndarna är fästade i blompipen. Blomfärgen varierar från vitt till rosa och rött och blandningar mellan dessa. Några få arter har gula eller vita blommor. Frukten är en trerummig kapsel.

## Etymologi
Namnet Hippeastrum (lat.) betyder ordagrant ryttarstjärna, även om William Herbert, som publicerade namnet, avsåg betydelsen riddarstjärna. Det finns många förklaringar på kopplingen till en ryttare, men en teori säger att kopplingen snarare är till hästen än till ryttaren. En av de tidigast införda arterna fick ursprungligen namnet Amaryllis equestris av Linné -  equestris av latinets equus (häst). Det sägs att Linné tyckte att de två högbladen på blomstängeln med lite fantasi kan liknas vid öronen på ett hästhuvud. D.W. Herbert använde sig av Linnés artepitet för att konstruera ett släktnamn, men missade kopplingen till hästen och associerade kring en annan tänkbar betydelse - eques = ryttare.
Det svenska namnet amaryllis hänger med sedan Linnés tid, trots att det egentligen är en annan växt som bär det namnet - kapamaryllis (Amaryllis belladonna). När Linné publicerade sin Systema naturae 1753 insåg han inte att den sydafrikanska kapamaryllisen och de sydamerikanska arterna inte var släkt och förde dem till samma släkte. Först under 1800-talet blev det uppenbart att det behövdes två släkten och D.W. Herbert publicerade Hippeastrum för de sydamerikanska arterna.

## Historia
Det första steget på väg mot dagens moderna hybrider togs i England 1799 då en viss Mr. Johnson från Prescot korsade H. reginae och H. vittatum med varandra. Han fick fram en livskraftig sort med relativt små, fast eleganta blommor, röda med vit mittrand. Sorten odlas än i dag under namnet Hippeastrum × johnsonii.
Den förste som målmedvetet började förädla hybrider var John Seden, verksam hos Veitch, Chelsea. Han började arbeta 1867 med H. leopoldii som bas.
I början av 1900-talet kom förädlingen i gång på allvar. Fler arter användes i arbetet, främst de med stora spektakulära blommor för att öka storleken på hybridernas blommor. Idag har trenden vänt något och nu ser man åter småblommiga hybrider på marknaden.
I Sverige odlas amaryllis som krukväxt och är mycket populär som del av juldekorationerna.

## Odling
Se amaryllissläktet.

## Sorter
Sorterna kan delas in i tre sort-grupper:
- Cybister-Gruppen - hybrider med H. cybister. De flesta sorterna är städsegröna.
  - 'Chico' - (Fred Meyer 2002) smala, vridna blomblad i kopparrött och grönt.
  - 'Emerald' - (Fred Meyer 2002) gulgröna blommor med röda linjer och prickar.
  - 'Lima'
  - 'Merengue'
  - 'Reggae'
  - 'Ruby Meyer'
  - 'Sumatra'
  - 'Tango'
  - 'Toscane'

- Papilio-Gruppen - hybrider med H. papilio
  - 'Exotic Star'
  - 'Giraffe'
  - 'Jaguar'
  - 'Papilio Improved'

- Hortorum-gruppen - (egentliga H. × hortorum) hybrider med bland andra H. leopoldii, H. psittacinum, H. puniceum, H. reginae, H. reticulatum och H. vittatum. Gruppen kan delas in i ytterligare grupper som storblommiga, småblommiga, fylldblommiga etc.
  - 'Appleblossom' - 45 cm, vit med rosa toner.
  - 'Lady Jane' - fyllda blommor i laxrosa.
  - 'Limona' - 45 cm, limegul.
  - 'Minerva' - - 50 cm, blommor röda med vitt stjärnformigt svalg.
  - 'Orange Souvereign' - blommor stora, orangeröda.
  - 'Picotee' - 50 cm, rent vit med en smal röd bård runt blombladen.
  - 'Red Lion' - 50 cm, mörkt röd.

## Galleri

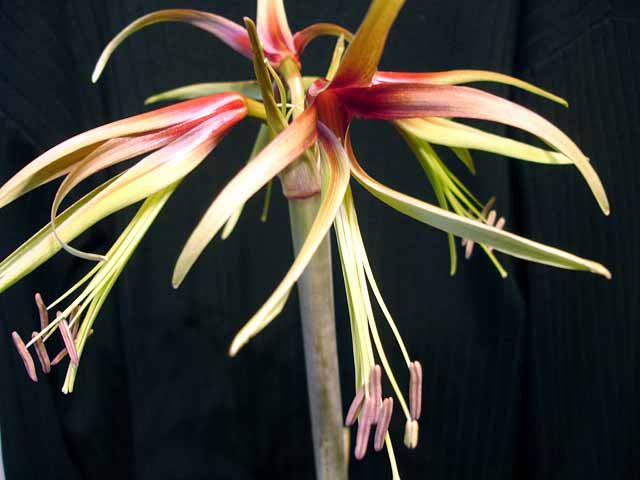
(Cybister-gruppen) 'Chico'
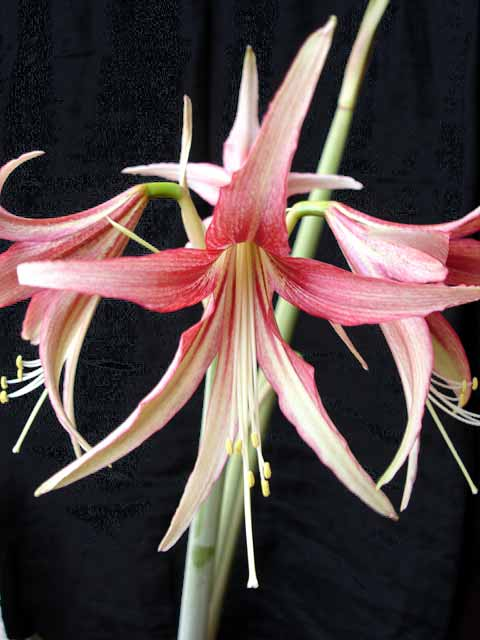
(Cybister-gruppen) 'Lima'
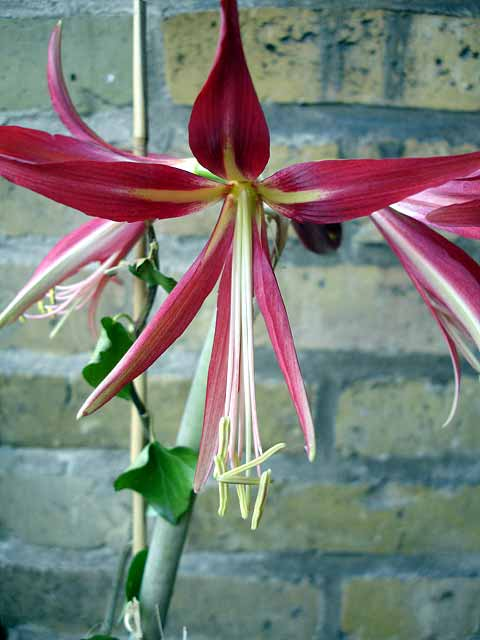
(Cybister-gruppen) 'Ruby Meyer'
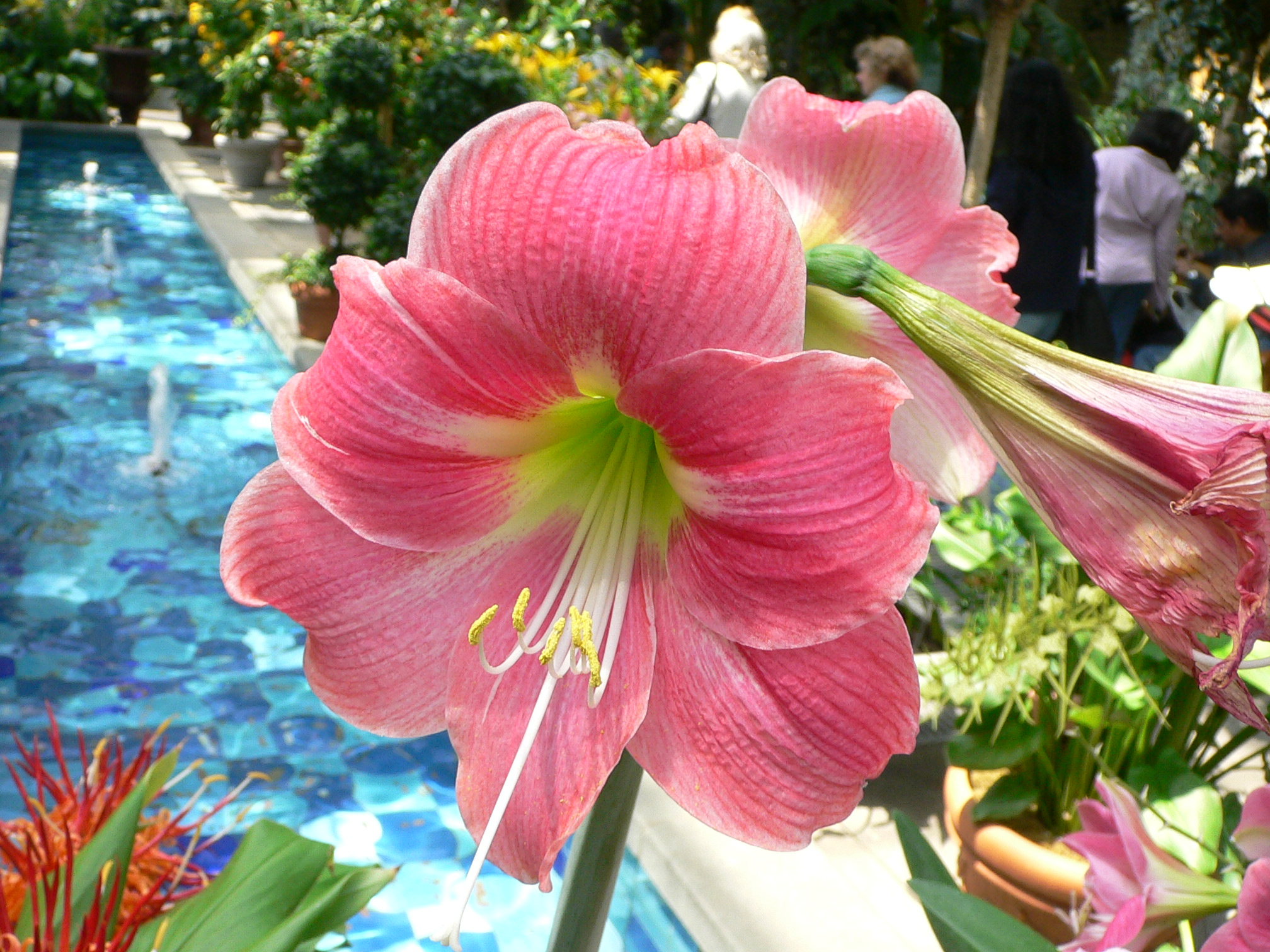
(Hortorum-gruppen) 'Candy Floss'
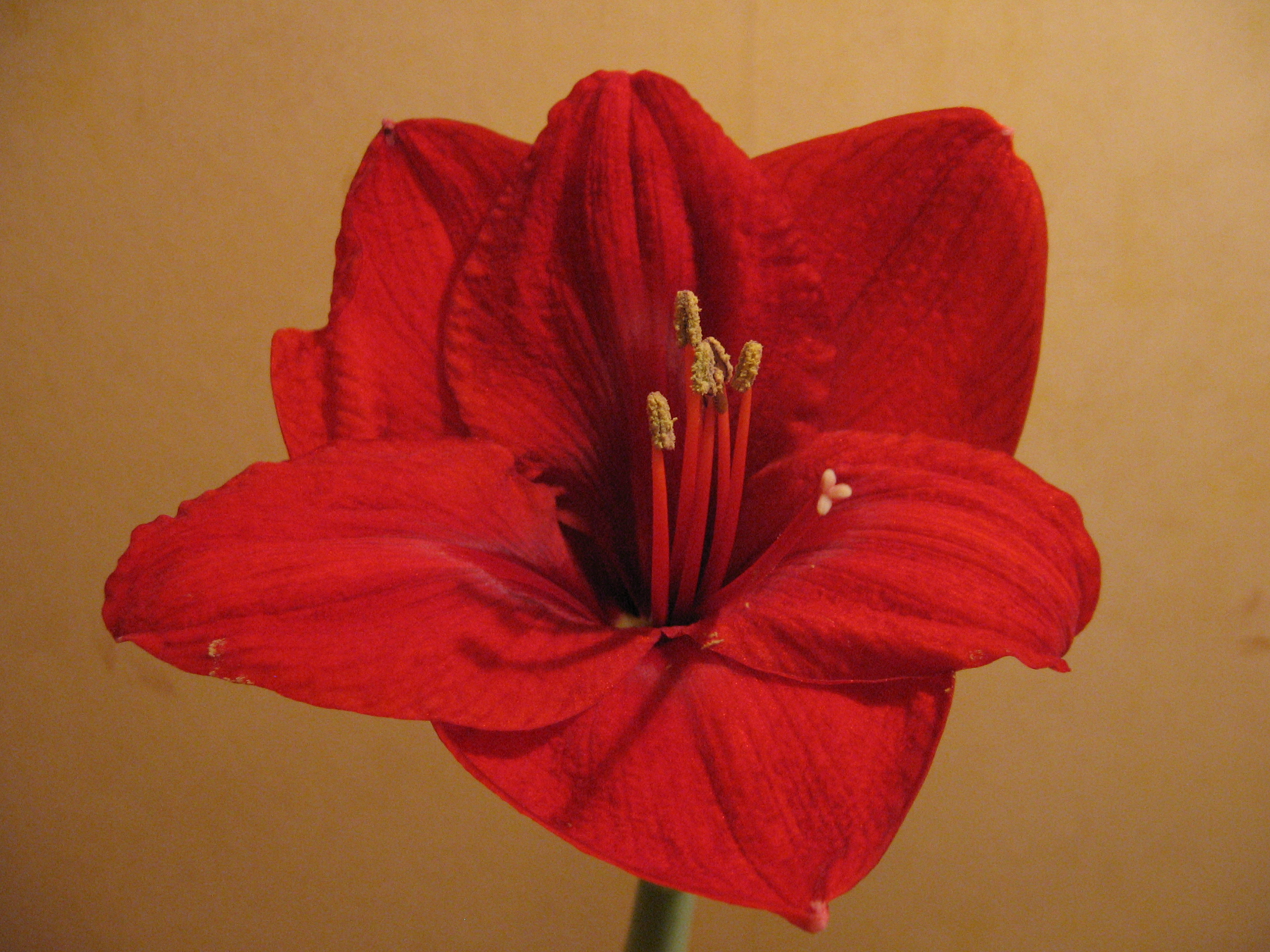
(Hortorum-gruppen) 'Red Lion'